# JR西日本キヤ143形気動車

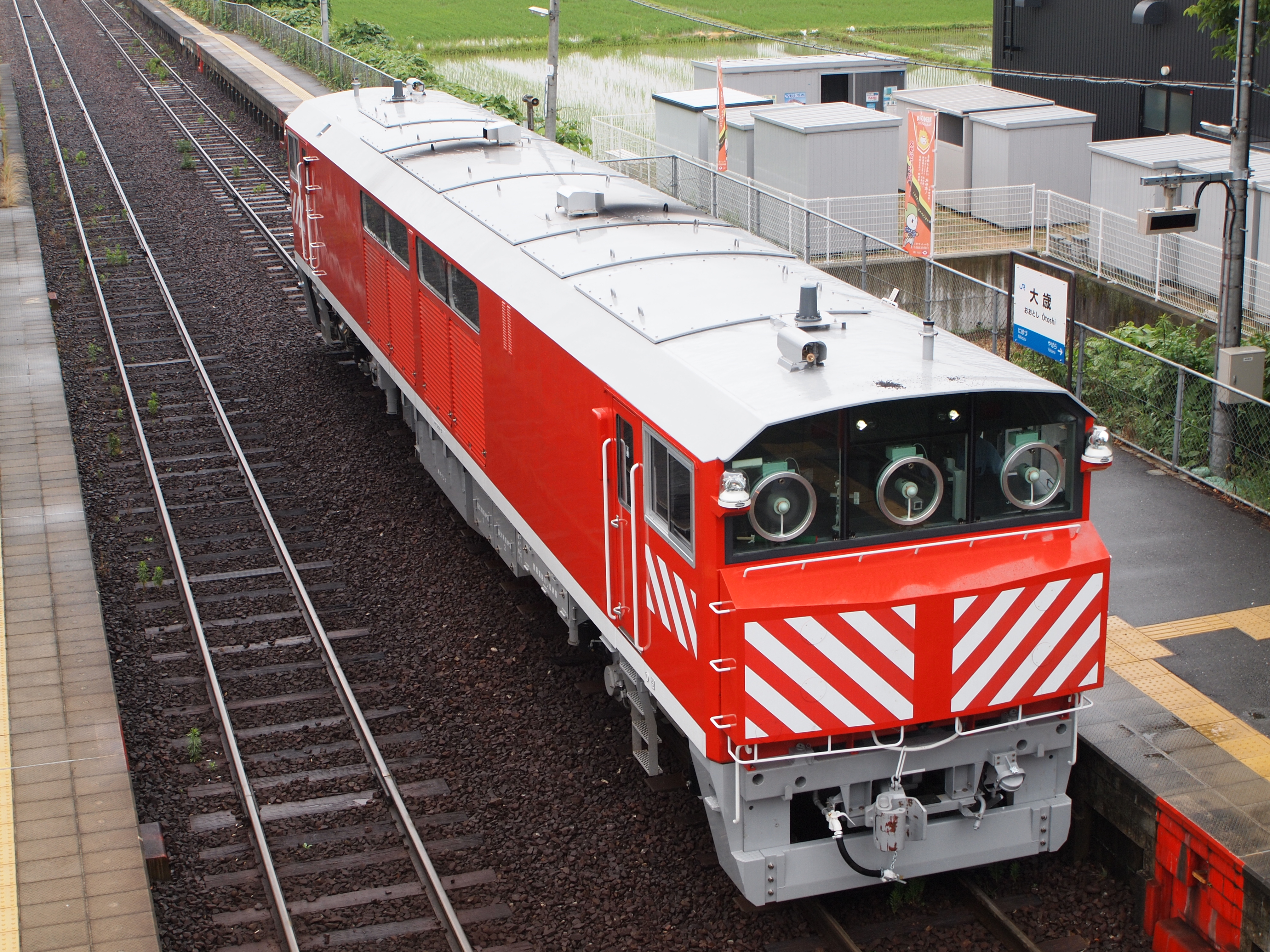
事業用形態

キヤ143形気動車（キヤ143がたきどうしゃ）は、西日本旅客鉄道（JR西日本）の事業用気動車である。

## 導入の背景
JR西日本では、日本国有鉄道（国鉄）時代に製作されたDD15形やDE15形などの除雪用ディーゼル機関車を除雪目的で使用してきた。
しかし車両が老朽化し機関車としての使用も減少したこと、さらに機関車を運転できる職員の多くが高齢化して技能の伝承も困難になっていることなどから、他の電車や気動車と同様の操作体系を持つ除雪車両が望まれるようになってきた。そこで、JR西日本管内の北陸・山陰方面での除雪用として本形式が製作されることになった。
JR西日本は、JR発足以降では他社も含めて最初に新製されるラッセル車両であるとしている。ただし機関車を含めた場合、2000年にJR北海道がラッセル/ロータリー兼用除雪車のDBR600形ディーゼル機関車を製造している。
JR北海道のキハ143形気動車とは無関係で、番号の重複もない。

## 車両概説

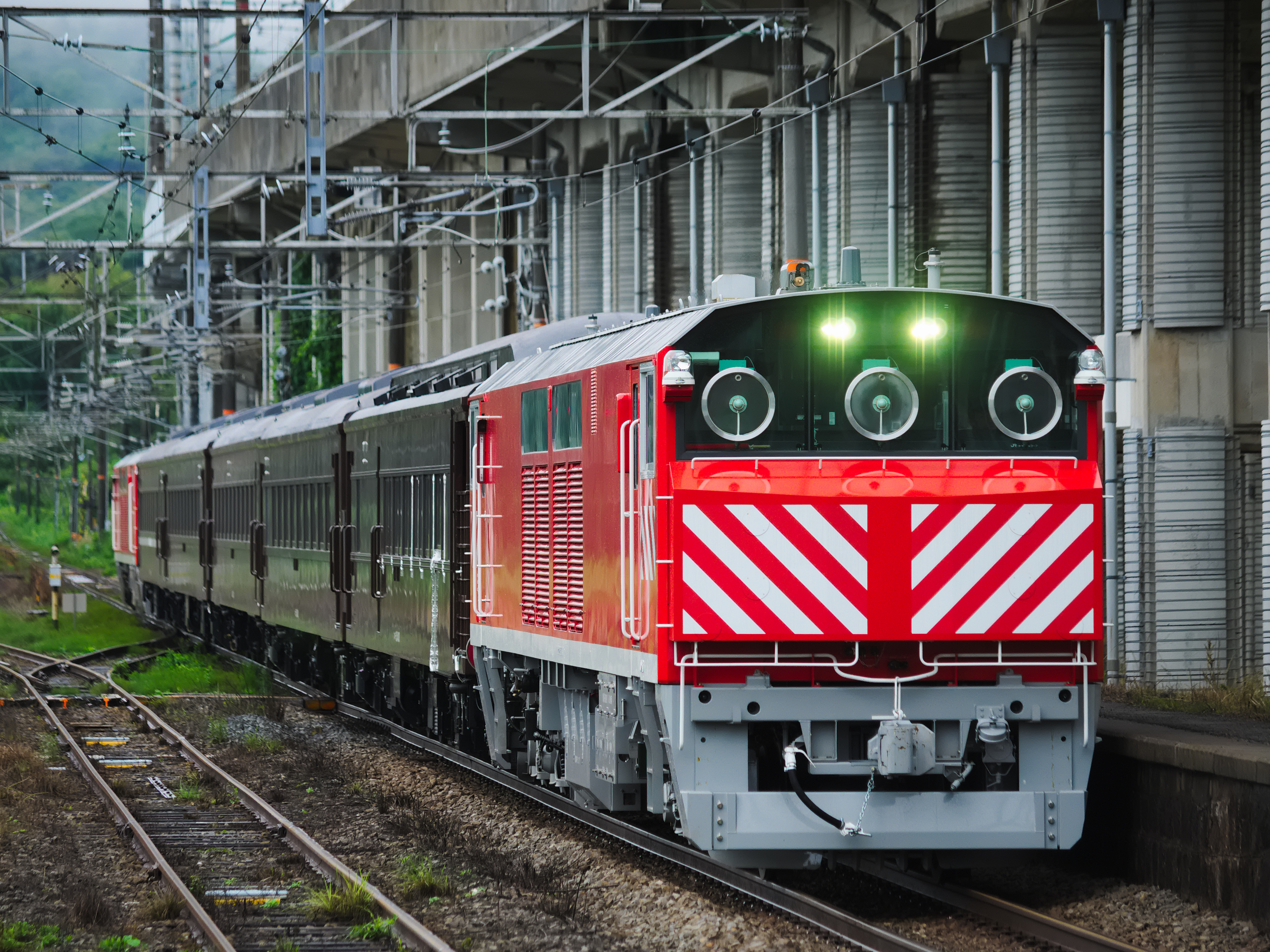
試運転で35系客車を牽引するキヤ143形事業用形態

### 車体
除雪目的の車両であるため、台枠に鋼製厚板を採用して、構体を堅牢な構造としている。除雪時の視界を確保し、床下への雪の影響を考慮して、床面高さは既存の旅客車と比べて高い1,500ミリメートルに設定している。車体側面は直断面形状を採用しており、床面が高いこともあって車両限界で許される限度まで上部を高くしている。屋上機器の設置と室内空間を考慮した屋根高さとして、雪が屋根に溜まりにくいように半径5,000ミリメートルの曲線形状を屋根に付けてある。車体は乗務員室、機器室、機関室に区分されている。
乗務員室は、両先頭部から4メートル程度を確保し、運転士と除雪作業員の滞在スペースとして隔離防水されている。乗務員室の一部が機器室となっており、防水が必要な電気品類を集中して配置してある。また後位の乗務員室には長時間の作業に備えて、真空式洋式便所を設置している。乗務員室前面の左側に運転台、右側にラッセル用操作卓が配置されている。運転設備はキハ189系気動車に準じたものとなっている。他の形式の車両と同様に、運転状況記録装置や映像音声記録装置が搭載されている。乗務員室には夏期の使用も考慮して冷房を備えているほか、冬期にエンジン故障が発生した場合に備えた非常用暖房装置も備えられている。車体前面はフラットな3連熱線入り窓ガラスを備えており、3窓とも除雪作業中の視界を確保する目的で旋回窓を装備している。ラッセル翼を取り外した状態で事業用車として使用する場合に備えて、衝突時の衝撃を緩和する脱着式の衝撃吸収装置を前面に取り付けられるようになっている。
車体の中央部は機関室となっており、エンジン、変速機、ラジエーターが配置されている。除雪時に駆動系統が雪の影響を極力受けないようにすることを目的とした配置がされており、床を貫いて設置されている機器以外は床板を張って、防水・防塵対策がなされている。機関室と乗務員室の間は自閉式の開き戸が設置され、防音対策も行われている。万一の際の非常事態を乗務員室に通報できるように、機関室の両側面にSOSスイッチが設けられている。両側面中央には集光を目的とした窓が設置されている。また側面に開閉可能な吸気用大型ルーバーが設置されており、ルーバーを跳ね上げることで可搬式の機材を機器室へ搬出入ができるようになっている。屋根にも機関室・機器室部に複数の点検ぶたが設けられており、クレーンを用いて車内の機器を搬出入できるようになっている。ラジエーターは両端部に設置され、駅停車時にプラットホームにいる旅客に影響しないように、床下で斜め下向きに排気するようになっている。機関室には火災に備えて、人体に無害な高圧ウォーターミストを噴射する消火装置が設置されている。
外部塗装は機能本位のものとして、冬期の使用を勘案して従来からラッセル車両に使われてきたのと同じ朱色4号を単色塗装している。車両の動きを判別しやすくするために、前面と側面にはストライプ塗装を施した部分があり、また握り棒の部分は白色としてコントラストを付けている。乗務員室には、従来の機関車とは異なり旅客車なみの内張板を用いてある。また乗務員室以外では機能別に配色が行われている。
ラッセル車としての運用が前提であるため、1両単独で運行することを基本とした両運転台形式で設計されている。ただし、冬期以外には除雪翼を取り外して、キヤ143形を2両連結して運転したり、他の事業用車両を挟み込んでプッシュプル形態で運転したりすることもできるようになっている。

### 主要機器
駆動用エンジンは、キハ189系気動車と同じコモンレール式ディーゼルエンジンである、小松製作所製SA6D140HE-2（450 ps/2,100 rpm）を2台搭載している。機関や変速機が故障しても、最低限の移動が可能なように構成し、また既に運用されている車両と可能な限り部品の共通化を図っている。動力伝達装置は液体変速機のTDCBN-33-2001型（変速3段・直結1段、ブレーキクラッチ付）を2台搭載している。
ブレーキシステムは、キハ189系気動車と同じシステム構成の電気指令式ブレーキで、台車単位でブレーキ力制御を行って冗長性を確保する設計となっている。直通予備、救援、耐雪、抑速、機関、排気、応荷重、滑走検知、駐車、凍結防止ブレーキの機能を備えている。
台車は、ウィングばね式ペデスタル台車である、新潟トランシス製のWDT68形を装備している。除雪作業時の姿勢を安定させる目的で2次ばねがない構造である。台車枠は実績のある端梁なしのH形構造で、車体荷重はすべて心皿で負担し、側受のすり板は車体の倒れ止めの役割を果たすだけである。台車の軸距は2,100ミリメートルとなっている。またセラミック噴射装置を備えている。
最高運転速度は75 km/h、最高設計速度は80 km/hで、5 km/hでの定速度制御機能を持っている。勾配起動条件として、35パーミル勾配で150トンを牽引して起動可能となっている。重連またはプッシュプル時は300トンまで牽引可能としている。

### 除雪機能
従来の除雪車両では、単線区間用と複線区間用でそれぞれ専用のラッセル車両を用意していたが、キヤ143形ではラッセル翼を可変翼とし、乗務員室のラッセル操作卓からのスイッチ操作で翼の形態を変更して、単線区間と複線区間の両方に対応できるようになっている。単線区間では雪を両側に掻き出し、複線区間では進行方向左側に雪を掻き出す。単線形態時には進行方向前方の複線用ラッセル翼を前方に折りたたみ、前方ラッセル装置後部に搭載された小型の両側翼を展開する事で両側に排雪可の状態を作り出す事で車体側面の雪を両側に跳ね飛ばし、後ろ側のラッセル翼を大きく外側に展開する事で前方のラッセル翼とフランジャーで除雪した雪を線路両側に排出する。またフランジャーと補助フランジャーを装備しており、レール間の除雪も行える。除雪作業中の脱線時には、雪の影響で脱線場所に復旧機材を持ち込むことが困難となることを想定して、アウトリガーを搭載している。除雪作業時の翼の操作の支援のために確認用のカメラを備え、車両周辺での作業時に使用できるLED作業灯を備えている。ラッセル翼は取り外しが可能であるが、車体にボルト止めされており、ワンタッチで脱着ができる構造ではない。
除雪能力は最大で1時間当たり10万立方メートル（比重0.20時）で、最大除雪幅は4,500ミリメートルである。また3,500ミリメートルに半開した状態で固定する機能がある。地点検知により自動でラッセル翼を開閉する機構は準備工事となっている。

## 配置
2014年（平成26年）2月27日にキヤ143-1が、3月18日にキヤ143-2が敦賀地域鉄道部敦賀運転センターへ新製配置された。製造は新潟トランシスである。キヤ143-1は2月20日から21日にかけて、キヤ143-2は3月12日から13日にかけて、それぞれ松任駅へ甲種輸送された。
2016年（平成28年）6月から7月にかけて、キヤ143-2が北近畿、山陰地区でPQ試験を行った。2016年10月2日から3日にかけて新潟トランシスで落成したキヤ143-3・4・5が松任駅へ甲種輸送されている。
2016年10月19日にキヤ143-3が福知山電車区豊岡支所に配置され、同月26日に豊岡へ回送された。2016年11月1日にはキヤ143-4が後藤総合車両所に配置された。2016年11月14日にはキヤ143-5が、敦賀地域鉄道部敦賀運転センターへ配置されている。
2017年1月26日から27日にかけて新潟トランシスで落成したキヤ143-6・7が松任駅へ甲種輸送されている。2017年2月13日にキヤ143-7が後藤総合車両所に、同月27日にはキヤ143-6が福知山電車区豊岡支所に、それぞれ配置された。
さらに2017年3月15日にキヤ143-8が後藤総合車両所に、同月21日にはキヤ143-9が敦賀地域鉄道部敦賀運転センターに、それぞれ配置された。
2017年度冬期から除雪運用を開始している。
2024年3月16日、北陸新幹線の金沢駅 - 敦賀駅間延伸開業に伴い、北陸本線の同駅間が第三セクターのIRいしかわ鉄道とハピラインふくいへ移管され、敦賀地域鉄道部敦賀運転センターに所属していたキヤ143-9がIRいしかわ鉄道へ、キヤ143-5がハピラインふくいへ譲渡された。